# Rafael Ángel Calderón Fournier
Rafael Ángel Calderón Fournier (Diriamba, 14 marzo 1949) è un politico costaricano.
È stato Presidente della Costa Rica dal maggio 1990 al maggio 1994. Si ricandidò alle elezioni del 2010, ma ritirò la candidatura nell'ottobre 2009, quando fu condannato per corruzione per fatti risalenti al 2004.
Anche il padre Rafael Ángel Calderón Guardia è stato Presidente negli anni 1940.